# Ludovico Jacobini
Ludovico Jacobini (né le 6 janvier 1832 à Genzano di Roma et mort le 28 février 1887 à Rome) est un cardinal italien du XIXe siècle.

## Biographie
Ludovico Jacobini exerce des fonctions au sein de la curie romaine, notamment comme secrétaire de la Commission préparatoire pour la discipline ecclésiastique du concile de Vatican I et sous-secrétaire du concile en 1869-1870.
Il est élu archevêque titulaire de Thessalonique (de) en 1874 et envoyé comme nonce apostolique en Autriche (en).
Le pape Léon XIII le crée cardinal lors du consistoire du 19 septembre 1879. Le cardinal Jacobini est cardinal secrétaire d'État à partir de 1880.

## Succession apostolique
Ludovico Jacobini a ordonné les évêques suivants :
- Cardinal Albin Dunajewski (1879)
- Cardinal Domenico Ferrata (1885)